# Gloeomyces
Gloeomyces ist eine Pilzgattung innerhalb der Familie der Schichtpilzverwandten (Stereaceae). Die Gattung unterscheidet sich von den anderen Gattungen des Gloeocystidiellum-Komplexes durch das Vorkommen von Bindehyphen. Außerdem haben alle bekannten Arten der Gattung einfach septierte Hyphen ohne Schnallen, euterförmige Basidien und glatte, amyloide Basidiosporen. Die Typusart der Gattung ist Gloeomyces graminicola Sheng-H. Wu.

## Merkmale
Die resupinaten Fruchtkörper sind mehr oder weniger membranös. Das Hyphensystem ist dimitisch und besteht aus generativen Hyphen und Bindehyphen. Die generativen Hyphen sind einfach septiert. Die relativ spärlich im tiefen Subiculum verteilten Bindehyphen sind dickwandig und gelblich bis bräunlich gefärbt. Ihr Vorkommen führt aber nicht dazu, dass die Fruchtkörper in irgendeiner Weise lederig oder zäh sind. Neben den 4-sporigen, euterförmigen (utriformen) Basidien kommen zahlreiche Gloeozystiden vor. Sie sind moniliform und schwach sulfoaldehydpositiv. Die glatten, amyloiden und acyanophilen Basidiosporen sind ellipsoid.

## Ökologie und Verbreitung
Während Gloeomyces graminicola und Gloeomyces ginnsii überwiegend von Süßgräsern isoliert wurden, findet man Gloeomyces moniliformis auf Laubholz. Die drei Arten wurden alle in Taiwan gefunden, Gloeomyces moniliformis kommt außerdem in Japan vor.

## Systematik
Etymologie
Der Gattungsname leitet sich vom altgriechischen Wort „gloios“ (=„klebrige Substanz“) und „-myces“ (=„Pilz“) ab und bezieht sich auf das Vorkommen von Gloeozystiden.
Die Gattung unterscheidet sich von anderen Gattungen des Gloeocystidiellum-Komplexes durch ihr dimitisches Hyphensystem. Neben den generativen Hyphen findet man im Subhymenium verzweigte, dickwandige Hyphen, die stark an Bindehyphen erinnern. Ansonsten sind die Arten der Gattung recht einheitlich. Sie haben einfach septierte, generative Hyphen, utriforme Basidien und glatte Basidiosporen. Die Gattung weist ähnliche Eigenschaften wie die Gattungen Vesiculomyces und Gloiothele auf. Deshalb hat N. Maekawa der Erstautor von Gloeomyces moniliformis  1994 den Weißfäulepilz in die Gattung Vesiculomyces gestellt. Die Gattungen unterscheiden sich aber dadurch, dass Gloeomyces in Kultur genommen, Hyphen bildet, die einfach oder mehrfach knotige Hyphen haben, während die Hyphen von Vesiculomyces immer schnallenlos sind.
Gloeomyces graminicola bildet mit der Aleurodiscus cerussatus/A. dextrinoideocerussatus-Gruppe eine Abstammungsgemeinschaft. Alle drei Arten haben glatte, dünnwandige, ellipsoide Sporen und zahlreiche sulfoaldehydpositive und mehr oder weniger moniliforme (perlschnurartige) Gloeozystiden. Anders als bei Aleurodiscus cerussatus und A. dextrinoideocerussatus fehlen bei Gloeomyces graminicola Acanthohyphidien, außerdem hat er schnallenlose Hyphen, während diese bei den beiden anderen Arten knotig septiert sind.

## Arten
Die Gattung enthält weltweit drei Arten. Bisher wurde nur Gloeomyces graminicola molekularbiologisch untersucht.
| Wissenschaftlicher Name | Autor                       |
| ----------------------- | --------------------------- |
| Gloeomyces ginnsii      | Sheng H. Wu 1996            |
| Gloeomyces graminicola  | Sheng H. Wu 1996            |
| Gloeomyces moniliformis | (N. Maek.) Sheng H. Wu 1997 |